# 寬限期
寬限期（英語：grace period）是在義務期限過後緊接的一段時期。在此期限內，只要在寬限期內履行了義務，就可以免除由於未能按時完成任務而應採取的滯納金或其他進一步行動。寬限期可以從幾分鐘到幾天甚至更長的時間不等。最常見的情況為借貸，而其他情況例如上班、支付賬單、滿足政府或法律要求等都能適用。